# Johann Lonfat
Johann Lonfat (Martigny, 11 settembre 1973) è un ex calciatore svizzero.

## Palmarès
- Coppa di Lega francese: 1

Sochaux: 2003-2004
- Coppa di Francia: 1

Sochaux: 2006-2007